# Спасители Шаолиня
«Спасители Шаолиня» (кит. 街市英雄, англ. Shaolin Rescuers, букв. Герои торговых кварталов) — фильм с боевыми искусствами режиссёра Чжан Чэ, вышедший в 1979 году.

## Сюжет
Чань Ачхюнь — продавец, который практикует стиль богомола и любит потренироваться со своим другом Лён Тхиньпоу, официантом, который может использовать что угодно в качестве оружия, в особенности миску и пару палочек для еды. Хотя оба выполняют чёрную работу, из-за которой чувствуют себя несчастными, они мечтают в один прекрасный день стать великими героями и умереть ради благородного дела. Чю Чхой, ученик местной школы, кого постоянно унижают соученики, становится другом Ачхюня и Тхиньпоу после того, как они спасли его от избиения другими учениками.
Между тем Бай Мэй,  Коу Чёньчун и его люди прибывают в храм в поисках раненого Хун Хэйкуня, затем дерутся с монахами и Хонь Чхатом. В итоге Чхат сбегает, а монахи погибают; Чхат ищет раненого. Тем временем Хэйкунь приходит в школу Чю Чхоя, поскольку учитель школы — старый друг Хэйкуня. Тем не менее учитель отказывается помогать Хэйкуню и сразу же докладывает Бай Мэю.
Чю Чхой, Ачхюнь и Тхиньпоу находят раненого Хэйкуня и раздумывают, как им достать лекарства. После выздоровления Хэйкунь благодарит троих преподаванием специальных техник для совершенствования их навыков. Хонь Чхат также присоединяется к ним после участия в драке в ресторане Тхиньпоу.
Тем не менее один из учеников школы заметил, как Чхой покупает лекарства для Хэйкуня. Об этом он докладывает Мэю и Чёньчуну, а затем приводит Мэя и его людей в убежище беглеца, после чего Хэйкунь и его товарищи сбегают в старый храм. Хотя беглецы попадают в окружение, Чёньчун решает дождаться рассвета, чтобы напасть на них; чтобы ни рисковать, один из скрывающихся сбегает пока не стало светло.
Наступает утро, и Чёньчун нападает, в результате чего он сам, его люди и Чхой погибают в бою, а Ачхюнь и Тхиньпоу получают смертельные ранения. Поскольку правительственные войска на подходе, оба остаются и берут на себя солдат, поэтому Чхату и Хэйкуню удаётся сбежать. Ачхюнь и Тхиньпоу осознают, что их мечта сбылась — они умирают за благородное дело.

## В ролях
- Джейсон Пай[кит.] — Хун Хэйкунь[кит.]
- Лу Фэн — Коу Чёньчун
- Ло Ман[кит.] — Чань Ачхюнь
- Филип Куок[кит.] — Лён Тхиньпоу
- Сунь Цзянь[кит.] — Чю Чхой
- Цзян Шэн[англ.] — Хонь Чхат
- Вон Лик — шаолиньский ученик
- Уолтер Чхоу[кит.] — учитель Ачхюня
- Вон Чхён — отец Тхиньпоу
- Ку Куньчун[кит.] — ученик
- Ян Сюн — Фань Тхиньчхун
- Юй Тайпин — Чау Фун
- Тони Тхам — Тигрёнок
- Лю Саньшань — Леопард
- Чжань Сэнь[англ.] — Чау Чхин
- Ён Чихин — хозяин ресторана
- Цзян Нань[кит.] — хозяин соевой лавки
- Чин Мяо — магистрат

## Съёмочная группа
- Компания: Shaw Brothers
- Продюсер: Шао Жэньлэн
- Режиссёр: Чжан Чэ
- Сценарист: Ни Куан[кит.], Чжан Чэ, Чхой Найпань
- Ассистент режиссёра: Цзян Шэн, Чань Яумань
- Постановка боевых сцен: Роберт Тай, Лу Фэн, Цзян Шэн
- Художник: Джонсон Цао
- Монтажёр: Лэй Имхой, Цзян Синлун
- Грим: У Сюйцин
- Дизайнер по костюмам: Лю Цзию
- Оператор: Чхоу Вайкхэй
- Композитор: Фрэнки Чань[кит.]